# Poncin
Poncin és un municipi francès situat al departament de l'Ain i a la regió d'Alvèrnia-Roine-Alps. L'any 2007 tenia 1.576 habitants.

## Demografia

### Població
El 2007 la població de fet de Poncin era de 1.576 persones. Hi havia 668 famílies de les quals 204 eren unipersonals (100 homes vivint sols i 104 dones vivint soles), 228 parelles sense fills, 196 parelles amb fills i 40 famílies monoparentals amb fills.
La població ha evolucionat segons el següent gràfic:
Habitants censats

### Habitatges
El 2007 hi havia 892 habitatges, 674 eren l'habitatge principal de la família, 71 eren segones residències i 147 estaven desocupats. 688 eren cases i 173 eren apartaments. Dels 674 habitatges principals, 413 estaven ocupats pels seus propietaris, 239 estaven llogats i ocupats pels llogaters i 22 estaven cedits a títol gratuït; 12 tenien una cambra, 59 en tenien dues, 140 en tenien tres, 209 en tenien quatre i 254 en tenien cinc o més. 467 habitatges disposaven pel capbaix d'una plaça de pàrquing. A 333 habitatges hi havia un automòbil i a 260 n'hi havia dos o més.

### Piràmide de població
La piràmide de població per edats i sexe el 2009 era:
| Homes | Edats   | Dones |
| ----- | ------- | ----- |
| 0     | 95 o +  | 4     |
| 0     | 90 a 94 | 8     |
| 8     | 85 a 89 | 16    |
| 8     | 80 a 84 | 16    |
| 32    | 75 a 79 | 32    |
| 36    | 70 a 74 | 32    |
| 36    | 65 a 69 | 40    |
| 44    | 60 a 64 | 40    |
| 28    | 55 a 59 | 36    |
| 48    | 50 a 54 | 64    |
| 36    | 45 a 49 | 32    |
| 56    | 40 a 44 | 40    |
| 48    | 35 a 39 | 44    |
| 48    | 30 a 34 | 64    |
| 56    | 25 a 29 | 28    |
| 32    | 20 a 24 | 32    |
| 32    | 15 a 19 | 52    |
| 44    | 10 a 14 | 72    |
| 28    | 5 a 9   | 56    |
| 16    | 0 a 4   | 32    |

## Economia
El 2007 la població en edat de treballar era de 948 persones, 708 eren actives i 240 eren inactives. De les 708 persones actives 655 estaven ocupades (365 homes i 290 dones) i 53 estaven aturades (22 homes i 31 dones). De les 240 persones inactives 92 estaven jubilades, 79 estaven estudiant i 69 estaven classificades com a «altres inactius».

### Ingressos
El 2009 a Poncin hi havia 672 unitats fiscals que integraven 1.587 persones, la mediana anual d'ingressos fiscals per persona era de 17.593 €.

### Activitats econòmiques
Dels 84 establiments que hi havia el 2007, 1 era d'una empresa extractiva, 5 d'empreses alimentàries, 1 d'una empresa de fabricació de material elèctric, 2 d'empreses de fabricació d'altres productes industrials, 9 d'empreses de construcció, 20 d'empreses de comerç i reparació d'automòbils, 8 d'empreses de transport, 10 d'empreses d'hostatgeria i restauració, 1 d'una empresa d'informació i comunicació, 3 d'empreses financeres, 2 d'empreses immobiliàries, 6 d'empreses de serveis, 13 d'entitats de l'administració pública i 3 d'empreses classificades com a «altres activitats de serveis».
Dels 22 establiments de servei als particulars que hi havia el 2009, 1 era una oficina d'administració d'Hisenda pública, 1 gendarmeria, 1 oficina de correu, 1 una oficina bancària, 4 tallers de reparació d'automòbils i de material agrícola, 1 paleta, 2 guixaires pintors, 1 fusteria, 2 electricistes, 2 perruqueries i 6 restaurants.
Dels 7 establiments comercials que hi havia el 2009, 1 era una gran superfície de material de bricolatge, 2 fleques, 1 una fleca, 1 una llibreria, 1 una perfumeria i 1 una joieria.
L'any 2000 a Poncin hi havia 19 explotacions agrícoles que ocupaven un total de 460 hectàrees.

## Equipaments sanitaris i escolars
L'únic equipament sanitari que hi havia el 2009 era una farmàcia.
El 2009 hi havia 1 escola maternal i 1 escola elemental. Poncin disposava d'un col·legi d'educació secundària amb 412 alumnes.

## Poblacions més properes
El següent diagrama mostra les poblacions més properes.